# Chalenata lilacina
Chalenata lilacina là một loài bướm đêm trong họ Noctuidae.